# Cuscuta vandevenderi
Cuscuta vandevenderi är en vindeväxtart som beskrevs av Costea och Stefanovic. Cuscuta vandevenderi ingår i släktet snärjor, och familjen vindeväxter. Inga underarter finns listade i Catalogue of Life.